# Cicerone (nome)
Cicerone  è un nome proprio di persona italiano maschile.

## Varianti in altre lingue
- Basco: Zizeron
- Catalano: Ciceró[1]
- Francese: Cicéron
- Inglese: Cicero
- Irlandese: Cicearó
- Latino: Cicero[2][3]
- Lettone: Cicerons
- Lituano: Ciceronas
- Polacco: Cyceron
- Portoghese: Cícero
- Spagnolo: Cicerón[1]

## Origine e diffusione
Riprende il cognomen romano Cicero Ciceronis, basato su cicer ("cece"). Originariamente, veniva attribuito come soprannome a chi aveva sul volto un'escrescenza a forma di cece.
È divenuto noto grazie il celebre oratore Marco Tullio Cicerone. È molto raro e diffuso solo nell'area di Roma

## Onomastico
Nessun santo ha mai portato questo nome, che quindi è adespota; l'onomastico ricorre pertanto il 1º novembre, festa di Ognissanti.

## Persone

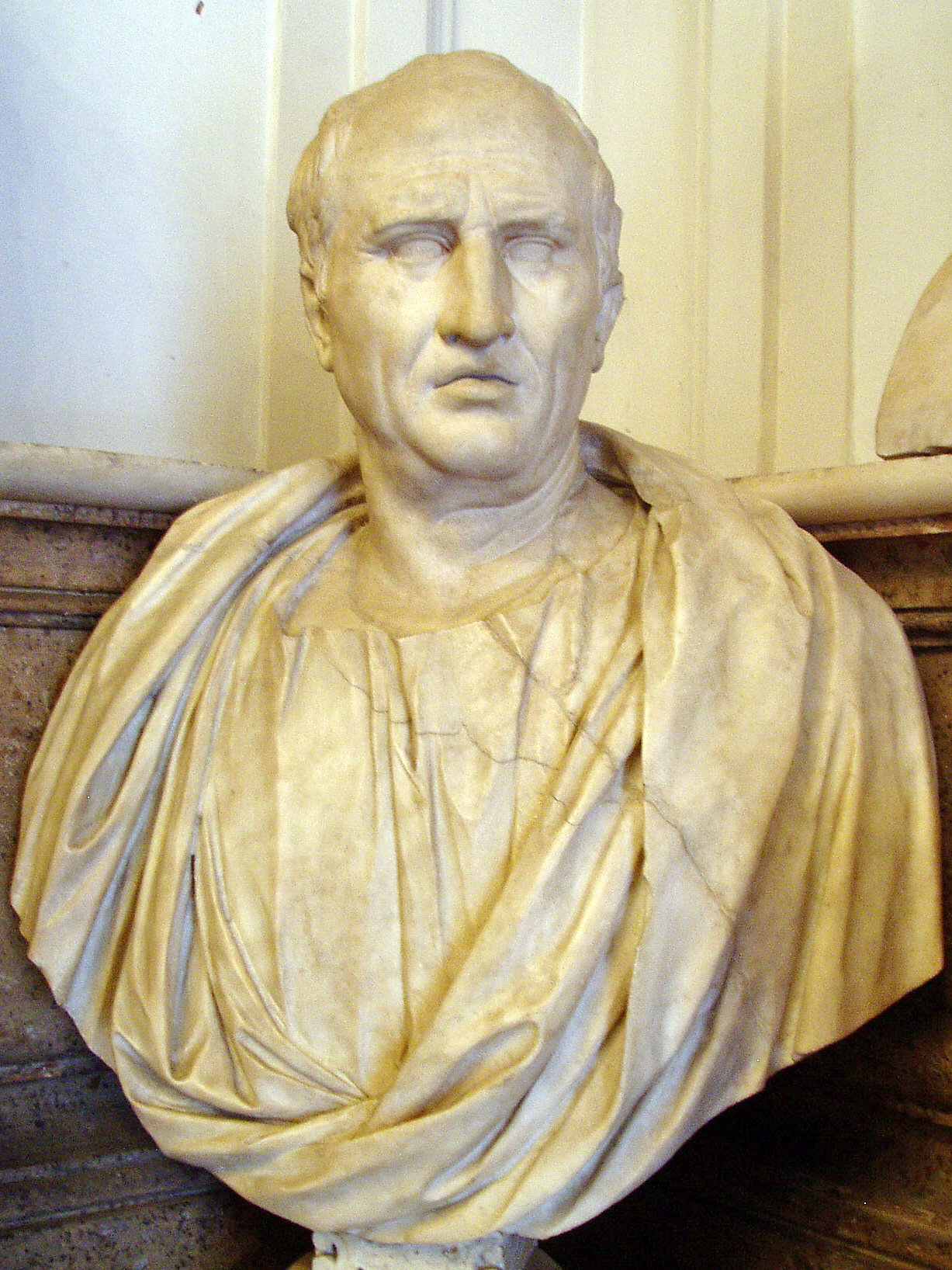
Marco Tullio Cicerone

- Marco Tullio Cicerone, oratore, politico e filosofo vissuto nel I secolo a.C.
- Marco Tullio Cicerone il Vecchio, padre dell'oratore
- Quinto Tullio Cicerone, fratello minore dell'oratore